# Distretto di Bad Cannstatt
Il distretto di Bad Cannstatt è un distretto di Stoccarda.